# Личев Іван Якимович
Іван Якимович Личев (11 червня 1881, село Обшаровка Самарського повіту Самарської губернії, тепер Приволзького району Самарської області, Російська Федерація — 16 листопада 1972, місто Москва, Російська Федерація) — радянський державний і партійний діяч, керуючий справами ЦК ВКП(б), відповідальний секретар Самарського губернського комітету РКП(б), народний комісар робітничо-селянської інспекції Білоруської РСР. Член Центральної контрольної комісії ВКП(б) у 1927—1930 роках. Член Комісії партійного контролю при ЦК ВКП(б) у 1934—1938 роках.

## Життєпис
Народився в родині мельника. У 1892 році закінчив два класи міністерської сільської школи. У 1893—1894 роках — учень кравецької майстерні в Самарі.
З березня 1894 по листопад 1900 року — кочегар, матрос, учень слюсаря товариства «Мазут» в Астрахані. У листопаді 1900 — жовтні 1902 року — слюсар товариства «Мазут» у Самарі.
У жовтні 1902 року призваний на російський флот, зарахований в 36-й флотський екіпаж у місті Севастополі. Навчався на Кронштадтських мінних класах, служив на навчальному судні «Березань», а потім на броненосці «Князь Потьомкін-Таврійський», мінно-машинний квартирмейстер 2-ї статі. У 1904 році — курсант Кронштадтських вищих військових унтер-офіцерських курсів.
Член РСДРП(б) з серпня 1904 року. Член Севастопольської організації РСДРП.
Учасник відомого повстання на броненосці «Потьомкін», під час повстання входив до складу суднової комісії. Після висадки в Констанці, з червня 1905 року — на еміграції в Румунії. Жив у містах Бузеу, Бухаресті, Кимпіна, Плоєшті. З червня 1905 по серпень 1907 року працював котельником, машиністом парової молотарки, робітником нафтоперегінного заводу «Зірка Румунії». Брав участь в роботі «Об'єднаного матроського комітету в Бухаресті».
У 1907 році за паспортом на ім'я Дорфман виїхав до Канади, де жив в комуні матросів і російських емігрантів під Монреалем. Після розпаду комуни з вересня 1907 по серпень 1910 року працював слюсарем залізничної компанії біля міста Монреалю. Закінчив сільськогосподарські курси в Канаді.
Член Американської соціалістичної партії, секретар її Російського соціал-демократичного відділу з 1907 по 1917 рік.
З серпня 1910 по березень 1912 року — слюсар, механік лісопильних заводів у Гранд-Форсі (Британська Колумбія). У березні 1912 — квітні 1914 року — слюсар залізничних майстерень в місті Огдені штату Юта (США).
З квітня 1914 по серпень 1917 року жив у Нью-Йорку, працював слюсарем машинобудівного (артилерійського) заводу «Айвіс і компанія». У листопаді 1917 року через Осло і Стокгольм повернувся разом з дружиною і дочками в Росію.
У листопаді 1917 — червні 1918 року — член організаційного бюро та член виконавчого комітету Самарської повітової ради Самарської губернії. У січні — червні 1918 року — товариш комісара землеробства Самарського повіту.
У червні — жовтні 1918 року — на політичній роботі в РСЧА: завідувач політчастини, політичний комісар комуністичного полку в містах Саратові та Вольську.
У жовтні 1918 — червні 1919 року — завідувач Самарського губернського земельного відділу.
З 22 травня 1919 року — голова президії Самарського повітового комітету РКП(б).
У червні 1919 — серпні 1920 року — голова виконавчого комітету Самарської повітової ради.
У серпні — грудні 1920 року — заступник голови та член президії виконавчого комітету Самарської губернської ради.
У січні — березні 1921 року — член колегії Самарського губернського земельного відділу.
У березні — травні 1921 року — голова Іващенковського революційного комітету Самарської губернії.
У травні — серпні 1921 року — голова Пугачовського повітового революційного комітету Самарської губернії.
З серпня по листопад 1921 року перебував на лікуванні після травм, отриманих в автомобільній аварії.
У листопаді 1921 — січні 1922 року — член правління, завідувач відділу розподілу, завідувач відділу громадського харчування Самарської губернської спілки споживчих товариств.
У січні 1922 — травні 1924 року — голова Самарської губернської спілки споживчих товариств.
10 травня 1924 — 1 вересня 1925 року — відповідальний секретар Самарського губернського комітету РКП(б).
У вересні 1925 — січні 1928 року — голова Центральної спілки сільськогосподарської тютюнової і махорочної кооперації «Центротютюнспілка» в Москві.
У січні 1928 — грудні 1929 року — завідувач непланової інспекції Центральної Контрольної Комісії ВКП(б) та член колегії Народного комісаріату робітничо-селянської інспекції СРСР.
У грудні 1929 — серпні 1931 року — генеральний консул Повноважного представництва СРСР у Великій Британії.
У серпні 1931 — серпні 1932 року — завідувач сектора транспорту і зв'язку відділу розподілу адміністративно-господарських та профспілкових кадрів ЦК ВКП(б).
У серпні 1932 — березні 1934 року — голова Центральної контрольної комісії КП(б) Білорусі — народний комісар робітничо-селянської інспекції Білоруської РСР.
У березні 1934 — жовтні 1935 року — уповноважений Комісії партійного контролю при ЦК ВКП(б) по Далекосхідному краю.
У жовтні 1935 — травні 1938 року — керуючий справами ЦК ВКП(б).
У вересні — грудні 1938 року — державний арбітр Держарбітражу РНК СРСР.
9 листопада 1938 року виведений із складу Комісії партійного контролю при ЦК ВКП(б) за зловживання службовим становищем.
У січні 1939 — грудні 1942 року — заступник директора із адміністративно-господарського управління Московського хіміко-технологічного інституту імені Менделєєва. З квітня 1940 року — персональний пенсіонер республіканського значення через інвалідність.
У січні 1943 — квітні 1948 року — працівник Зоокомбінату Управління культурно-освітніх підприємств виконавчого комітету Московської міської ради.
З квітня 1948 року — персональний пенсіонер у Москві.
Помер 16 листопада 1972 року в Москві. Похований в місті Одесі.

## Нагороди
- орден Леніна (13.06.1955)
- орден Червоного Прапора (20.07.1955)
- орден Трудового Червоного Прапора (1955)
- Почесний громадянин Одеси (1965)[1]